# Brouhot

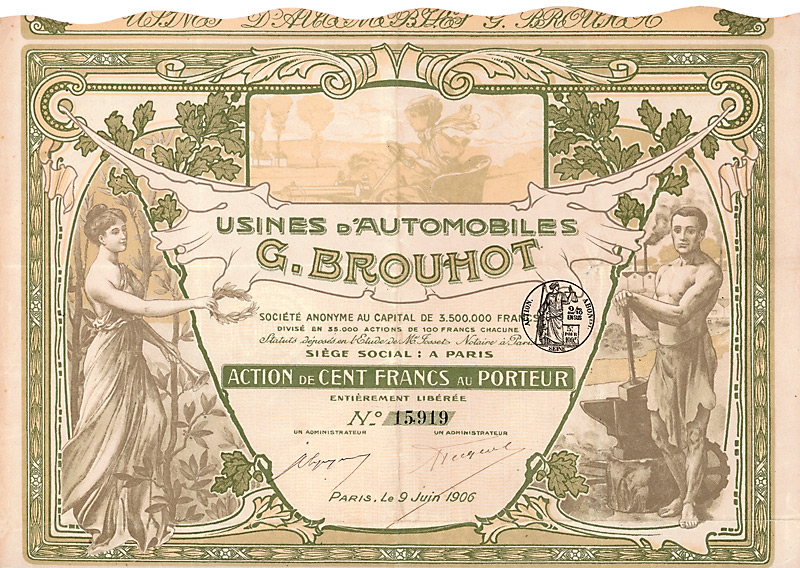
Ação no valor de 100 francos da Usines d'Automobiles G. Brouhot S.A. de 9 de junho de 1906

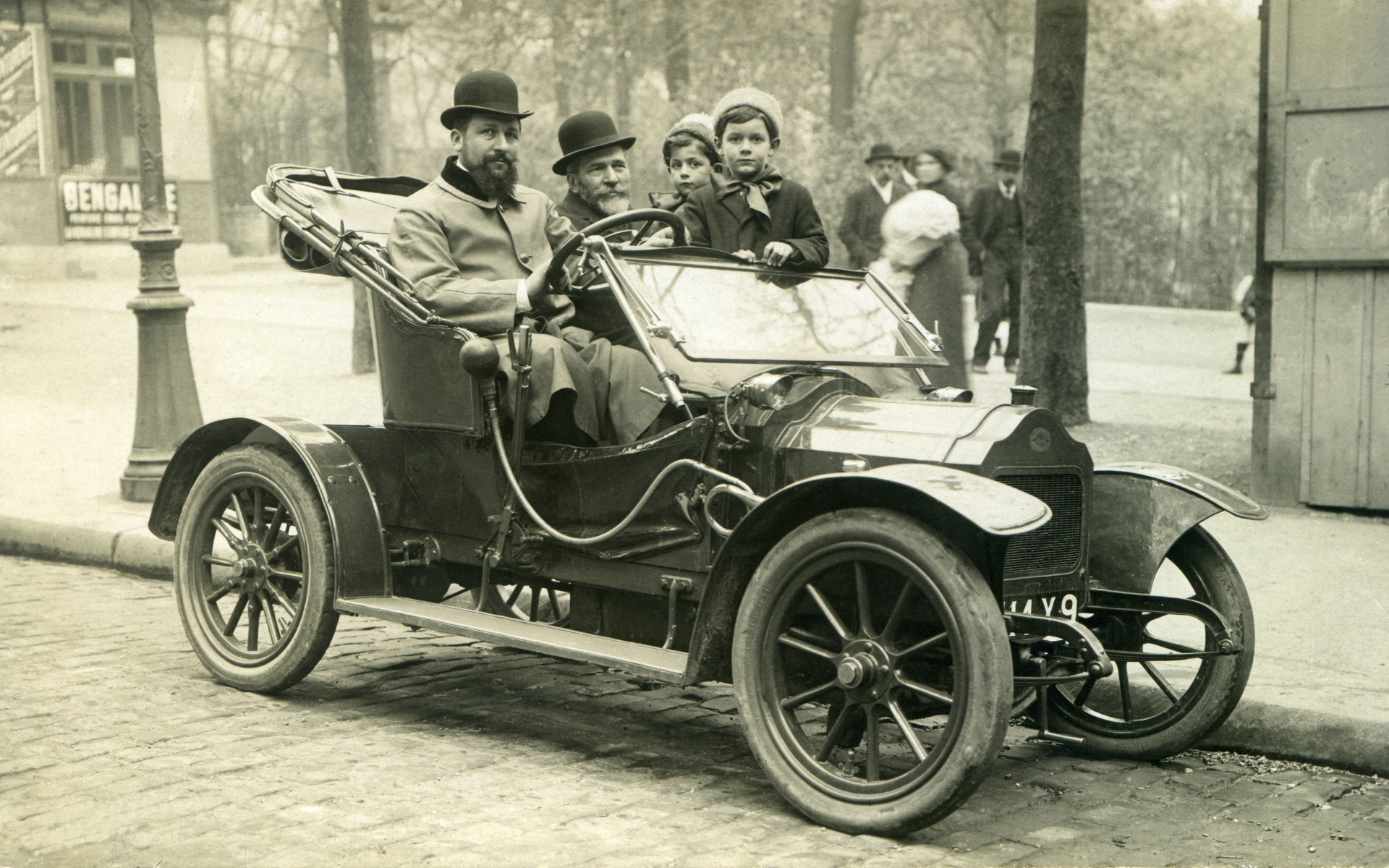
Brouhot em Paris, 1910

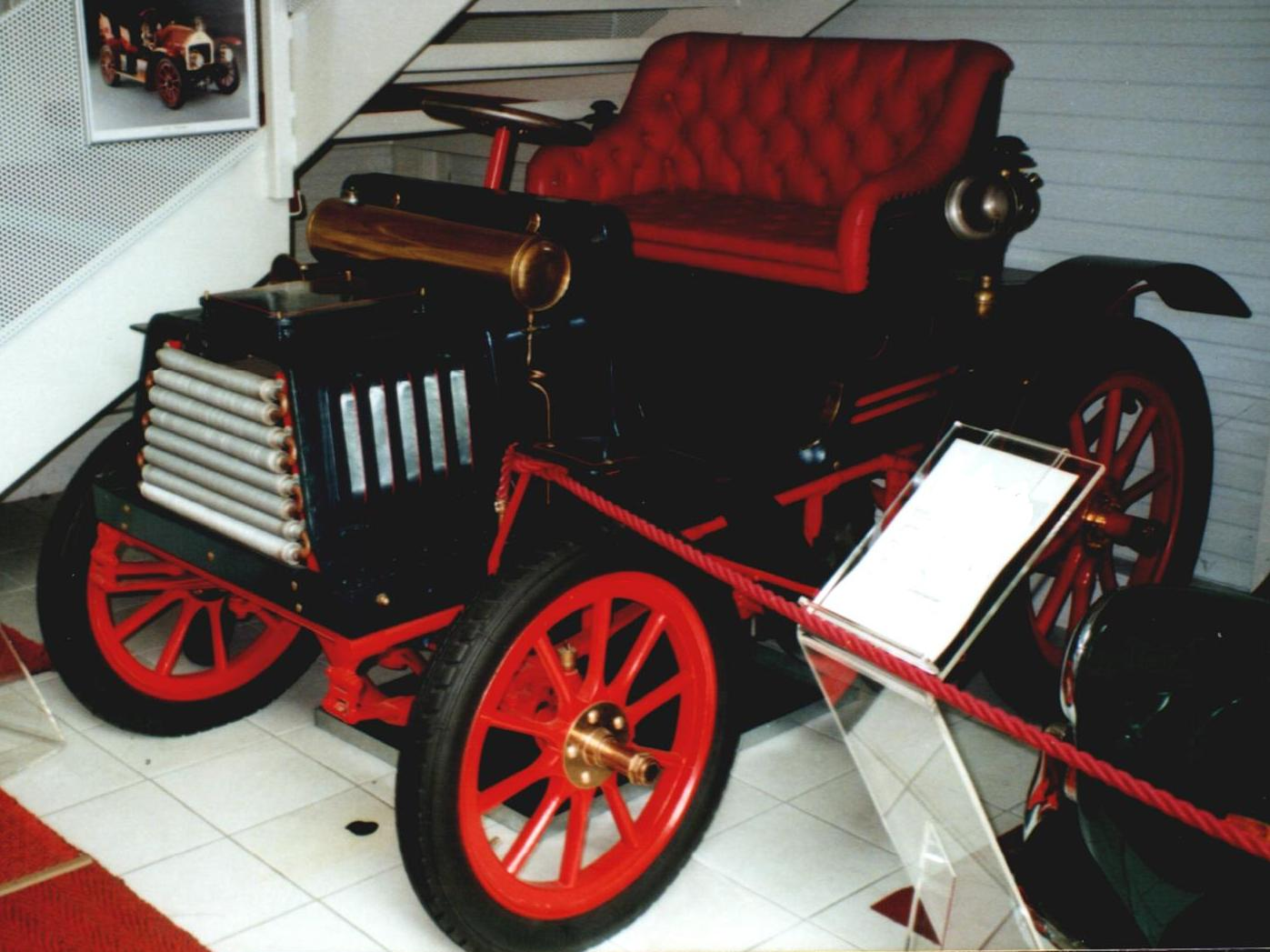
Brouhot de 1898

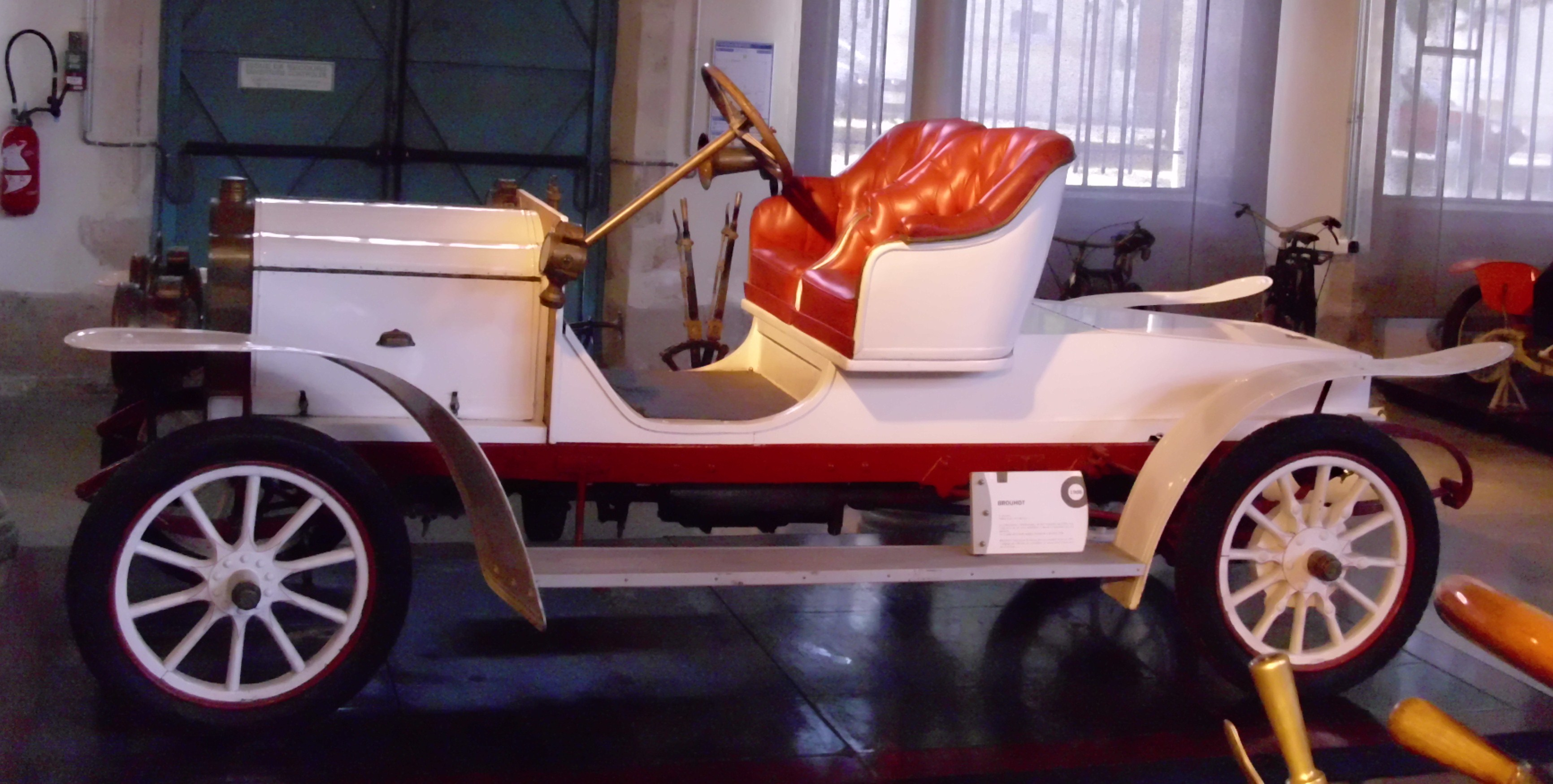
Brouhot de 1906

Automobiles G. Brouhot & Cie foi um fabricante de automóveis e motores da França.

## História
Charles Brouhot era proprietário na década de 1890 em Vierzon de uma fábrica de implementos agrícolas. Em 1898 fundou a empresa Automobiles G. Brouhot & Cie, também em Vierzon. Em 1911 encerrou a produção de automóveis. A empresa mãe foi liquidada em 1914. A Société Française de Vierzon encampou a empresa.

## Modelos
O primeiro modelo tinha um motor horizontal de dois cilindros na parte traseira. Em 1903 havia o modelo de dois cilindros 10 CV e os modelos de quatro cilindros 15 CV e 20 CV com motores estacionários e acionamento por corrente. Mais tarde seguiram modelos de quatro cilindros com 10 a 60 hp. Em 1906 foi lançado o modelo de dois cilindros 8 CV com eixo cardã. O último novo modelo 9 CV foi lançado em 1908.
Um automóvel desta marca pode ser visto no Musée Auto Moto Vélo em Châtellerault.

## Motores
Ateliers P. Sage e Elswick Motor usaram motores da Brouhot.